# Orroli
Orroli é uma comuna italiana da região da Sardenha, na província da Sardenha do Sul, com  cerca de 2.746 habitantes. Estende-se por uma área de 75 km², tendo uma densidade populacional de 37 hab/km². Faz fronteira com Escalaplano, Esterzili, Goni (CA), Nurri, Siurgus Donigala (CA).

## Demografia
| Variação demográfica do município entre 1861 e 2011                               |
|                                                                                   |
| Fonte: Istituto Nazionale di Statistica (ISTAT) - Elaboração gráfica da Wikipedia |